# تشارلز ماكدونالد
تشارلز ماكدونالد هو رياضياتي كندي، ولد في 19 يوليو 1828 في أبردين في المملكة المتحدة، وتوفي في 11 مارس 1901 بسبب ذات الرئة.